# Robledo de Chavela
Robledo de Chavela est une commune de la communauté de Madrid, en Espagne.